# Lycodon tiwarii
Lycodon tiwarii, también conocida como serpiente lobo de Andamán o serpiente lobo de Biswas, es una especie de serpiente de la familia Colubridae.

## Hallazgo y distribución
Fue descrita por primera vez por el ornitólogo hindú, Biswamoy Biswas en el año 1965 y es endémica de las islas Andamán y Nicobar, pertenecientes a la India.